# The Vigil
Pour plus de détails, voir Fiche technique et Distribution.
The Vigil est un film d'horreur américain écrit et réalisé par Keith Thomas, sorti en 2019.

## Synopsis
New York, Brooklyn. Après avoir quitté la communauté juive orthodoxe, Yakov, à court d’argent comme de foi, accepte à contrecœur d’assurer la veillée funèbre d’un membre décédé de ce groupe religieux. Avec la dépouille du défunt pour seule compagnie, il se retrouve bientôt confronté à des phénomènes de plus en plus inquiétants…

## Fiche technique
- Titre original et français : The Vigil
- Réalisation et scénario : Keith Thomas
- Photographie : Zach Kuperstein
- Montage : Brett W. Bachman
- Musique : Michael Yezerski
- Costumes : Nicole Rauscher
- Production : J.D. Lifshitz, Adam Margules et Raphael Margules
  - Production exécutive : Jamie Buckner
  - Production déléguée : Karen Barragan, Jason Blum, Daniel Finkelman et Ryan Turek
  - Production associée : Chaya Greenberg et Alex Peace
- Sociétés de production : Blumhouse Productions, Boulderlight Pictures
- Société de distribution : Wild Bunch (France)
- Pays d'origine :  États-Unis
- Format : couleur - 2,39:1
- Langues : anglais, yiddish
- Genre : horreur
- Budget :
- Durée : 89 minutes
- Dates de sortie :
  - Canada : 9 septembre 2019 (Festival international du film de Toronto 2019)[1],[2]
  - France : 29 juillet 2020
  - États-Unis : 26 février 2021

## Distribution
- Dave Davis (VF : Erwan Zamor) : Yakov Ronen
- Menashe Lustig : Reb Shulem
- Malky Goldman : Sarah
- Fred Melamed : Dr. Kohlberg
- Lynn Cohen : Mrs. Litvak
- Ronald Cohen (VF : jean-Pierre Leroux) : Mr. Litvak
- Nati Rabinowitz : Lane
- Moshe Lobel (VF : Nicolas Hardy) : Lazer
- Lea Kalisch (VF : Rebecca Benhamour) : Adina
- Efraim Miller : Hersch

## Accueil

### Critique
En France, le site Allociné recense une moyenne des critiques presse de 2,8⁄5.
Pour Marie Sauvion de Télérama, « ce modeste mais malin premier long métrage se démarque des classiques du genre, à commencer par L’Exorciste, en préférant la psychanalyse à la superstition. ».
Pour Nicolas Schaller du Nouvel Observateur, « De ce rituel, ce film produit par le pape de la série B horrifique, Jason Blum, tire la singularité d’un contexte dont il ne fait pas grand-chose, sinon le conformer aux recettes convenues du genre. ».

## Distinctions

### Sélections
- Festival international du film de Toronto 2019 : sélection en section Midnight Madness
- Festival international du film de Catalogne 2019 : film de clôture
- Festival international du film fantastique de Gérardmer 2020 : sélection en en compétition